# Haris Mehmedagić
Haris Mehmedagić (Zagreb, 29 de março de 1988) é um futebolista croata que defende o FK Zvijezda 09.